# Óvári Éva
Óvári Éva (Dunaújváros, 1962. április 28. –) magyar tornász, kétszeres olimpikon, az 1976-os montreali magyar csapat legfiatalabb tagja.

## Eredményei
| Év    | Verseny                     | Versenyszám      | Helyezés |
| ----- | --------------------------- | ---------------- | -------- |
| 1976. | Magyar Nemzetközi Bajnokság | egyéni összetett | 2.       |
| 1976. | Olimpia Montreal            | csapat           | 4.       |
| 1977. | Európa-bajnokság Prága      | egyéni összetett | 11.      |
| 1977. | Európa-bajnokság Prága      | gerenda          | 4.       |
| 1978. | Világbajnokság Strasbourg   | gerenda          | 4.       |
| 1978. | Világbajnokság Strasbourg   | egyéni összetett | 12.      |
| 1978. | Világbajnokság Strasbourg   | csapat           | 4.       |
| 1978. | Magyar Nemzetközi Bajnokság | egyéni összetett | 2.       |
| 1978. | Mesterfokú Tornászbajnokság | egyéni összetett | 1.       |
| 1979. | Magyar Nemzetközi Bajnokság | egyéni összetett | 1.       |
| 1979. | Világbajnokság Ft. Worth    | csapat           | 7.       |
| 1979. | Világbajnokság Ft. Worth    | egyéni összetett | 22.      |
| 1979. | Európa-bajnokság Koppenhága | egyéni összetett | 11.      |
| 1980. | Olimpia Moszkva             | csapat           | 5.       |
| 1983. | Világbajnokság Budapest     | csapat           | 9.       |
| 1983. | Világbajnokság Budapest     | egyéni összetett | 28.      |